# كواترو كامينوس (محطة مترو أنفاق مدريد)
كواترو كامينوس (بالإسبانية: Cuatro Caminos)‏ هي محطة مترو أنفاق في مدريد في إسبانيا، تقع على الخط رقم 1,2,6.